# Mikuláš Krnáč
Mikuláš Krnáč (* 15. února 1947 Ratka) je bývalý slovenský fotbalový útočník. Jeho syn Martin Krnáč je fotbalový brankář.

## Fotbalová kariéra
V československé lize hrál za Inter Bratislava. V lize nastoupil ke 133 utkáním a dal 50 gólů. Za olympijský tým Československa nastoupil ve 4 utkáních a dal 1 gól. Účastník LOH 1968 v Mexiku. V juniorské reprezentaci nastoupil v 1 utkání a dal 1 gól. Z Interu přestoupil v roce 1974 do VP Frýdek-Místek. V nižší soutěži dále hrál i za RH Cheb, kde ukončil aktivní kariéru.

## Ligová bilance
| Ročník                                   | Zápasy | Góly | Minuty | Klub             |
| ---------------------------------------- | ------ | ---- | ------ | ---------------- |
| 1. československá fotbalová liga 1965/66 | 1      | 0    | 90     | Inter Bratislava |
| 1. československá fotbalová liga 1966/67 | 12     | 2    | 680    | Inter Bratislava |
| 1. československá fotbalová liga 1967/68 | 22     | 10   | 1 779  | Inter Bratislava |
| 1. československá fotbalová liga 1968/69 | 22     | 8    | 1 798  | Inter Bratislava |
| 1. československá fotbalová liga 1969/70 | 19     | 9    | 1 247  | Inter Bratislava |
| 1. československá fotbalová liga 1970/71 | 25     | 12   | 1 847  | Inter Bratislava |
| 1. československá fotbalová liga 1971/72 | 24     | 9    | 1 695  | Inter Bratislava |
| 1. československá fotbalová liga 1973/74 | 8      | 0    | 259    | Inter Bratislava |
| Česká národní fotbalová liga 1978/79     | –      | –    | –      | RH Cheb          |
| CELKEM 1. liga                           | 133    | 50   | 9 395  |                  |